# Zoilo Canaveri
Zoilo Canaveri (Montevideo, 27 giugno 1893 – 29 settembre 1966) è stato un calciatore uruguaiano naturalizzato argentino, di ruolo attaccante.

## Famiglia
Juan Canaveris, trisavolo di Zoilo Canaveri, fu un ufficiale coloniale nato a Saluzzo e lavorò al Tribunal Mayor de Cuentas de Buenos Aires nel Vicereame del Río de la Plata.

## Caratteristiche tecniche
Canaveri era un'ala destra. Aveva uno stile di gioco rilassato – raramente sprecava le forze – ed era abile nell'effettuare i cross.

## Carriera

### Club
La prima squadra di Canaveri fu l'Independiente, con cui debuttò in massima serie. Passò poi al River Plate: lì giocò nella Copa Campeonato 1913. Nel 1914 passò al Racing Club di Avellaneda, con cui giocò in campionato e in Copa Ibarguren, presenziando anche nella finale di quest'ultimo torneo. Al Racing Canaveri divenne titolare fisso, venendo impiegato con continuità; fu uno dei principali elementi della squadra. Compose una efficace prima linea a fianco di Alberto Ohaco, Alberto Marcovecchio, Juan Hospital e Juan Perinetti. Con il Racing vinse un totale di sei trofei, di cui tre Copa Campeonato, due Copa Ibarguren e una Copa de Honor Municipalidad de Buenos Aires. Nel 1916 passò ai rivali cittadini dell'Independiente; anche nel nuovo club fu parte integrante di un attacco molto prolifico, giocando insieme ad Alberto Lalín, Manuel Seoane, Luis Ravaschino e Raimundo Orsi. Nel 1919 si trasferì al Boca Juniors, dove trovò poco spazio, chiuso com'era da Calomino: giocò quattro incontri, segnando tre reti (tutte nella partita del 28 settembre contro il Porteño). Tornato all'Independiente, vi rimase sino al 1929, anno in cui lasciò il calcio giocato. Canaveri può essere considerato una figura importante dell'epoca dilettantistica del calcio argentino, dato che militò costantemente in massima serie, giocando per quattro delle cinque maggiori squadre del Paese.

### Nazionale
Sebbene fosse uruguaiano, Canaveri giocò una partita con la Nazionale argentina. Dopo Horacio Vignoles, che debuttò con la selezione bianco-azzurra il 9 luglio 1913, Canaveri fu il secondo uruguaiano a giocare per l'Argentina. L'incontro in cui fu schierato fu quello di Copa Lipton del 15 agosto 1916: giocò come ala destra contro l'Uruguay.

## Palmarès

### Club

#### Competizioni nazionali
- Copa Ibarguren: 2

Racing Club: 1914, 1916
- Copa Campeonato: 4

Racing Club: 1914, 1915, 1916
Boca Juniors: 1919
- Copa de Honor Municipalidad de Buenos Aires: 2

Racing Club: 1915
Independiente: 1918
- Primera División (AAm): 2

Independiente: 1922, 1926
- Copa de Competencia Jockey Club: 3

Independiente: 1922, 1924, 1925